# Jot Kamal
Jot Kamal é uma vila no distrito de Murshidabad, no estado indiano de Bengala Ocidental.

## Demografia
Segundo o censo de 2001, Jot Kamal tinha uma população de 6196 habitantes. Os indivíduos do sexo masculino constituem 50% da população e os do sexo feminino 50%. Jot Kamal tem uma taxa de literacia de 56%, inferior à média nacional de 59,5%: a literacia no sexo masculino é de 64% e no sexo feminino é de 48%. Em Jot Kamal, 18% da população está abaixo dos 6 anos de idade.